# Wahlen 1882
◄◄ | ◄ | 1878 | 1879 | 1880 | 1881 | Wahlen 1882 | 1883 | 1884 | 1885 | 1886 | ► | ►►

Weitere Ereignisse
Die Liste der Wahlen 1882 umfasst Parlamentswahlen, Präsidentschaftswahlen, Referenden und sonstige Abstimmungen auf nationaler und subnationaler Ebene, die im Jahr 1882 weltweit abgehalten wurden.
Das damalige Wahlrecht entsprach typischerweise nicht den Wahlrechtsgrundsätzen der direkten, geheimen und gleichen Wahl. Zeittypisch waren oft nur kleine Teile der Bevölkerung wahlberechtigt, ein Frauenwahlrecht war nicht gegeben.

## Termine
| Land               | Datum                | Wahl 1882                                           | Letzte Wahl | Bemerkung |
| ------------------ | -------------------- | --------------------------------------------------- | ----------- | --------- |
| Liechtenstein      | 19. Apr.–25. Apr.    | Landtagswahl in Liechtenstein                       | 1878        |           |
| Vereinigte Staaten | 5. Juni – 10. Okt.   | Wahl zum Repräsentantenhaus der Vereinigten Staaten | 1880        |           |
| Kanada             | 20. Juni             | Kanadische Unterhauswahl                            | 1878        |           |
| Norwegen           | Juli – 5. Dez.       | Parlamentswahl in Norwegen                          | 1879        |           |
| Königreich Italien | 29. Okt. und 5. Nov. | Parlamentswahl in Italien                           | 1880        |           |